# Gabriel Ignace Ritter
Pour les articles homonymes, voir Ritter.

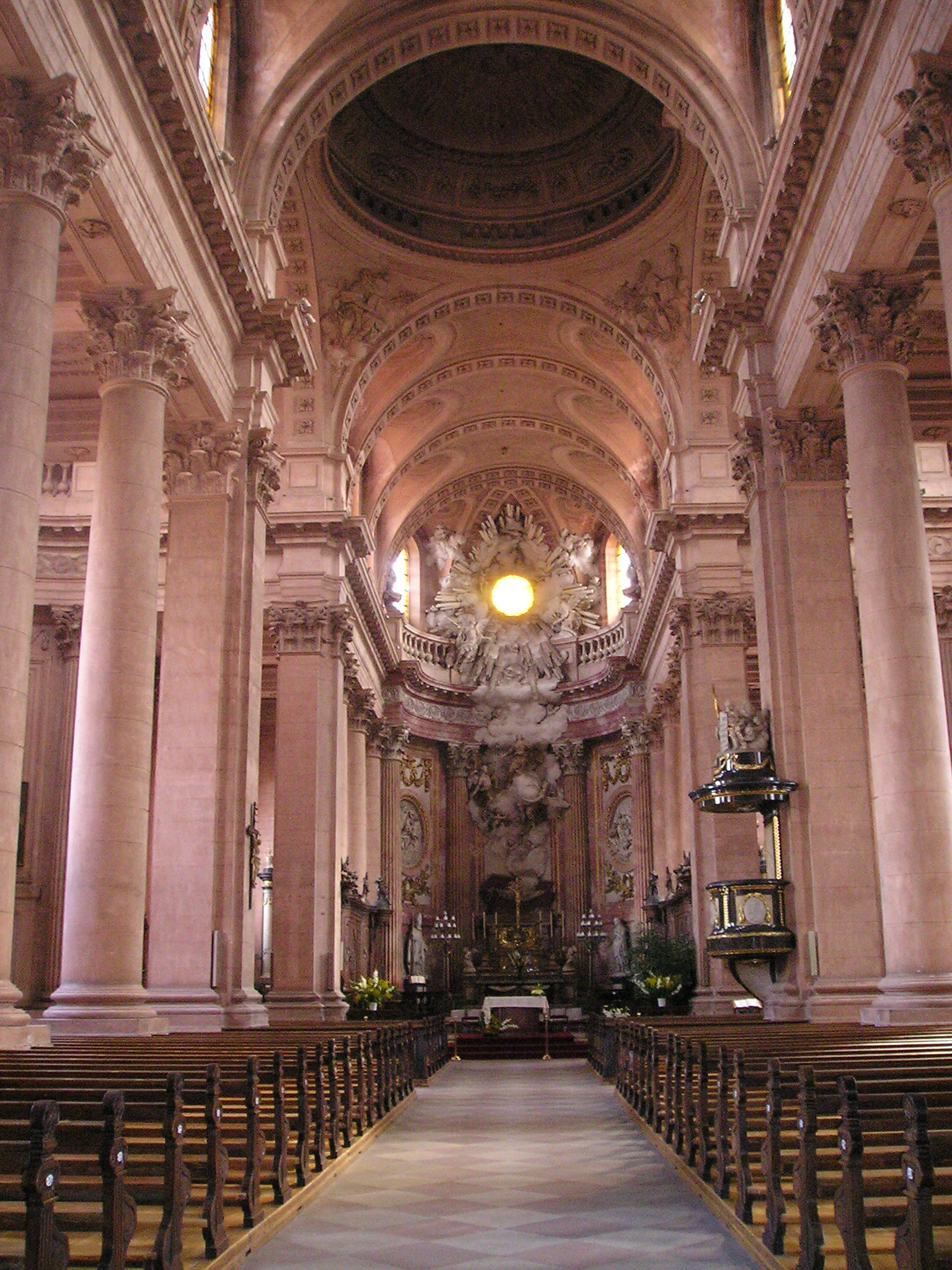
Photographie de la nef en direction du chœur de Notre-Dame de Guebwiller.

Gabriel Ignace Ritter, ou Ignace Ritter, né en 1732 à Andelsbuch (Andelstadt) près de Bregenz dans le Vorarlberg et mort en 1813 à Guebwiller, est un architecte français et alsacien. Son style est celui d'un ornementaliste néoclassique. On lui doit notamment l'essentiel de l'église Notre-Dame de Guebwiller.

## Biographie
Fils d'Anton Ritter (1703-1781) et de Barbarum Thum (ou Barbe Thumm), elle-même fille de l'architecte Gabriel Thumb, frère de Peter Thumb. 
Il apparaît pour la première fois en Franche-Comté comme sculpteur, en 1760. Il travaille d'abord à Lure pour le compte de l'abbaye impériale bénédictine, réunie au monastère de Murbach et dirigée par un prince-abbé. Ignace Ritter entre bientôt au service du prince abbé Dom Casimir Léger de Rathsamhausen. En 1759, l'abbaye de Murbach est transférée à Guebwiller  et Ignace Ritter dessine  pour son prince abbé, d'abord à Belfort puis à Guebwiller, où il dirige la construction de plusieurs maisons de chanoines (constructions d'un chapitre séculier le mieux conservé d'Alsace), dont l'ancien hôtel du Grand-Doyenné (musée du Flovial depuis 1984), l'église paroissiale Saint-Jean (rue François-Joseph-Deyber), et une maison, la maison Ritter, qui se visite encore aujourd'hui rue Joffre  et abrite une salle de danse  et l’université populaire. 
L'architecte Louis Beuque présente les premiers plans de l'église Notre-Dame de Guebwiller au chapitre de l'abbaye de Murbach, en 1760. Il en devient l'architecte en avril 1762 et commence la construction au second semestre. Il est nommé appareilleur en 1763. Ritter y est employé comme sculpteur. Le travail de Beuque est critiqué par la majorité du chapitre Il perd la fonction d'appareilleur au profit de Ritter en 1767. Les quatre premières statues de la façade sont mises en place, probablement dues à Ritter. En 1768, le chapitre congédie Louis Beuque et nomme Ritter architecte pour la construction de l'église tout en respectant les plans dressés par Beuque. Il termine la construction de l'église, sauf les tours, en 1779. Il entreprend ensuite, jusqu'en 1785, les travaux d'aménagement et de décoration de l'église avec Fidèle Sporer. Il a terminé la construction de deux maisons canoniales commencées par Louis Beuque. Il réalise deux autres maisons canoniales. Il demeure l'architecte officiel du chapitre jusqu'à la Révolution française. Il a été aussi architecte de Guebwiller où il réalise le puits Saint-Léger, en 1775, et pendant quelques années, de l'abbaye de Masevaux.
Les moines de l'abbaye cistercienne de Pairis achètent en 1775 la propriété de Jean-Jacques Reiss, rue des clefs à Colmar. Ils confient à Ritter la construction d'un immeuble, l'hôtel de Pairis, entre 1778 et 1782. Cet immeuble confisqué pour devenir le siège de l'administration départementale en 1790, puis hôtel de la préfecture entre 1810 et 1866. Il est racheté par la ville de Colmar qui en fait son hôtel de ville.
Il fait des transformations au château abbatial de la Neuenbourg, à Guebwiller, en 1786.
En 1780, l'intendant d'Alsace le nomme « inspecteur des bâtiments publics et communaux de Haute Alsace ». Il continue après 1789 comme architecte du département, puis de l'arrondissement de Colmar.

## Famille
Il se marie deux fois, en 1764 avec Marguerite Drevet (morte en 1776), puis, en 1781, avec Anne-Marie Simon. Ils ont pour fils Jean-Baptiste Xavier, canonnier d'empire et futur maire de Guebwiller. De lui descendent l'historien des mathématiques Frédéric Ritter (spécialiste de l'algèbre nouvelle et de François Viète) ainsi que le pyrénéiste Raymond Ritter.

## Œuvres
Œuvres principales

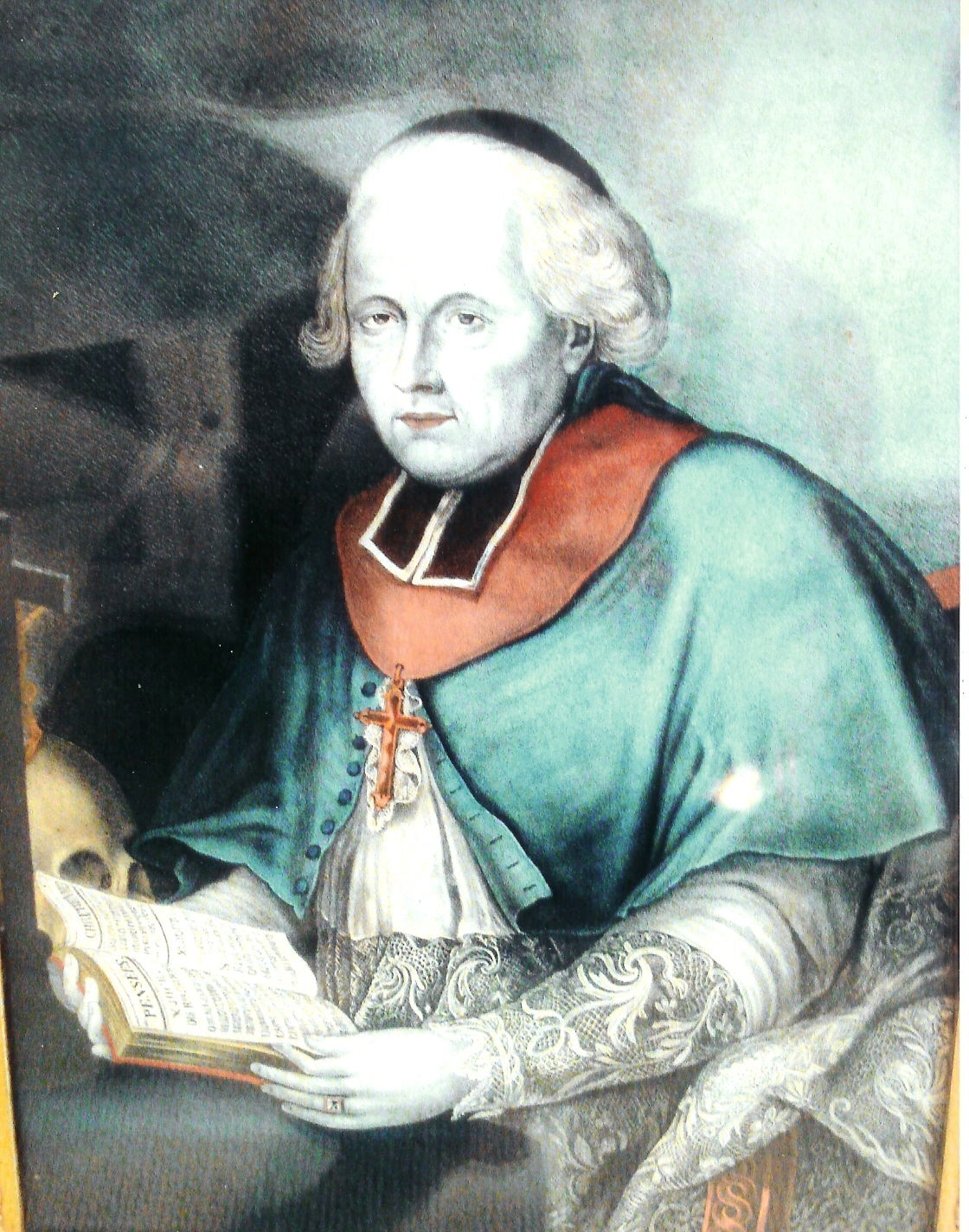
Dom Léger de Rathsamhausen

- 1768 : L'Église Notre-Dame de Guebwiller, collégiale construite au XVIIIe siècle[1].  Le prince-abbé de Rathsamhausen engage la construction d'une nouvelle église abbatiale dès son arrivée à Guebwiller (1759). Il fait appel à l'architecte bisontin Louis Beuque, qui rend ses plans en 1761. Les travaux commencent en 1762 (place Jeanne d'Arc) et en 1768, Beuque est remplacé par Gabriel-Ignace Ritter qui achève sa tâche vers 1779. Six années suivantes seront nécessaires pour procéder à l'ameublement et à la décoration du monument, dans un style intermédiaire entre l'art classique français et l'art baroque germanique. Gabriel Ignace Ritter est l'auteur de ces décors. Consacrée en 1785, l'église devient église paroissiale de Guebwiller mais la tour nord n'est terminée qu'entre 1844 et 1846 par les ingénieurs Grun et Caillot. Elle ne possède pas de tour sud. L’église Notre-Dame de Guebwiller est sise dans la ville basse, au centre du quartier canonial qui rassemble cinq maisons de chanoines et le château abbatial (une antenne de l’IUFM d’Alsace en 2010)[2].
- 1768 : Maison de Chanoines du quartier canonial[3] ; rue du 4 février, rue Casimir de Rathsamhausen, rue des Chanoines et place Jeanne-d'Arc. Les chanoines de l'abbaye de Murbach forment en 1758 (un an avant le transfert de leur communauté de Murbarch vers Guebwiller), un premier projet (abandonné) de reconstruction de leurs maisons particulières (projet Querret) ; en 1760, ce projet est repris par Louis Beuque, qui s'y attelle de 1763 à 1767, année où il est renvoyé. Gabriel Ignace Ritter reprend son œuvre en 1768. Entre l'église Notre-Dame et le château de Neuenbourg (bâti de 1715 à 1720), qui fait office de palais du prince-abbé de Murbach, se trouvent déjà quelques maisons canoniales, construites dès 1765. Deux maisons, celles de la rue des Chanoines, ont été démolies au XIXe siècle. Façades et toitures ont été classées par les monuments historiques le 29 mars 1935.

Autres travaux
- 1771-1773 : l'église paroissiale Saint-Nicolas d'Oderen. Le clocher gothique fut conservé. Le chapitre de Murbach à Guebwiller paya une partie des travaux. L'édifice fut consacré en 1786.
- 1775 : une apparition de la Vierge à Saint-Léger d'Autun (Guebwiller)[4], tableau du retable de l'ancien maître-autel de l'église Saint-Léger.
- 1776 : un maître-autel à Bruebach[5], au décor en ronde bosse, et en relief, en faux marbre et en bois peint polychrome, représentant les quatre évangélistes, des anges, des orants, un agneau mystique; etc. Ce maître-autel a été fourni par Ignace Ritter pour 13 000 livres. Les statuettes, le tombeau et les anges ne sont pas de la facture de Ritter.
- 1777 : deux autels à Soultzmatt et deux retables représentant l'immaculée conception, des anges à guirlandes, des nuées d'angelots, réalisés par Gabriel Ignace Ritter entre 1777 et 1778. La statue de la Vierge date du XIXe siècle, (ateliers de Munich).
- 1778 : l'hôtel de Ville de Masevaux. Une crue de la Doller endommage la façade. Elle est reconstruite par Gabriel Ignace Ritter, employé à l'époque par l'abbesse de Masevaux[6].
- 1780 : l'Oberschloss, château de Steinbrunn-le-Haut[7]. La forteresse date du XIVe siècle ; sa chapelle consacrée à Saint-Sigismond est attestée en 1441. Jacques de Reinach la fortifie vers 1525. Elle est saccagée par les Suédois en 1635. Gabriel Ignace Ritter signe le projet de sa rénovation en 1780 mais les travaux demeurent inachevés les nouveaux bâtiments sont détruits en 1789
- 1780 : un presbytère à Mollau [8]. Il dispose d'un escalier extérieur en fer à cheval et d'un toit à croupes. Une Coursière en bois fermée a été rajouté au XIXe siècle. C'est une propriété privée.
- 1785 : deux autels à Herrlisheim-près-Colmar et 4 tableaux représentant une Vierge à l'Enfant, un Saint Nicolas, un Saint Joseph et l'Éducation de la Vierge. Seule la menuiserie des retables est à Gabriel Ignace Ritter.
- 1787 : l'église paroissiale Saint-Martin à Masevaux[9], dédiée à saint Martin, elle s'élève dans le cimetière hors les murs. Sa démolition commence 1786. Gabriel Ignace Ritter s'attaque à sa reconstruction en 1787. Il ne dispose pas de la surveillance des travaux, des lézardes dans la tour motivent l'arrêt des travaux (décidé après inspection de Jean-Baptiste Kléber et de l'ingénieur des Ponts et Chaussées. Elle sert de remise, puis les travaux sont repris en 1837  par l'architecte Jacques François Antoine Kuen de Masevaux (il reprend le projet de Ritter).
- 1795 : l'église paroissiale Saint-Jean-Baptiste à Hirsingue[10] Attestée depuis 1111, d'origine romane, démolie en 1772, elle est remplacée (première pierre en juin 1772) sur des plans de l'architecte de l'évêque de Bâle, Pierre Pâris. L'inspecteur Stroltz puis le bailli François Joseph Hell en modifient les plans (1771) et chargent Gabriel Ignace Ritter de la réalisation du mobilier et du décor en stuc.
- Date inconnue : des lambris à Dessenheim. Composés de parties modernes et de pièces rapportées de la manière de Ritter[11].